# Nalleli Cobo
Nalleli Cobo (Los Ángeles, California, 2002), es una estudiante y activista estadounidense.

## Trayectoria
Es una activista perteneciente a la coalición Stand LA en Estados Unidos. Considerada una de las jóvenes más influyentes y de las 100 personas que impulsan acciones contra el cambio climático.
Hija de madre mexicana y padre colombiano, que fue deportado del país cuando ella tenía 2 años y criada por su madre. A los 19 años tuvo cáncer, se recuperó y estudia en la Universidad Whittier. Es cofundadora de la campaña «Gente, no pozos» (People Not Pozos), para terminar con las perforaciones petroleras donde vivía.

## Reconocimientos
- 2017, Premio Juventud Agente de Cambio.[9]
- 2017, Premio KCET Héroes Locales.[10]
- 2018, Premio Centinela de la Comunidad.[11]
- 2020, Premio Rose Braz.[12]
- 2022, Premio Medioambiental Goldman[13]